# Зоља (лист 1864)
Зоља : лист за шалу и забаву је српски хумористички часопис који је излазио од почетка 1864. до краја исте године и онда поново покренут 11. августа 1880. Последњи број је изашао 1. марта 1887.

## Историјат
Први број Зоље изашао је 1864. године. Главни уредник и власник је Константин Трумић, правник из Митровице. Уредник је у два наврата обнављао Зољу. Први број обновљеног часописа Зоља: лист за шалу и забаву изашао је 11. августа 1880. године као подлистак Фрушке горе. Године 1881. је престао са излажењем, да би га покренуо поново 1886. године. Престао је потпуно са излажењем 1. марта 1887. 
Прва 3 броја 1864. године нису имала назнаку где је лист штампан.  Александар Поповић Зуб је открио у свом Комарцу да су то Бачинци у Срему, задња пошта Ривица. Од године 1886. штампан је у Митровици средствима Константина Трумића. 
Трумић је водио жестоке полемике са Комарцем, Змајем, Домишљаном, Хумористом, Напретком.

### Политичка позадинаЗоље
Трумић је у свом листу намеравао да обелодањује мане и погрешке свих оних утицајних особа у народу, као и оне који га злоупотребљавају или наносе штету општим интересима. Лист се највише обрушавао на Домишљана и Комарца против којих је била као да је у ратном стању. Против Домишљана је била због његових оштрих напада на калуђере и чиновнике. Чак је тврдила да Светозар Стојадиновић, уредник самог листа Домишљан, није учен, да у листу преовлађује злоба и мржња, а не родољубље.
Комарац је био мета Зоље јер је по Трумићу нападао најугледније, најпознатије и најзаслужније људе. Проблем са Србским дневником  је био јер се његов програм није слагао са политиком кнеза Михаила. Змај је био учени лист који је све багателисао.  Из Трумићевог програма се изводи закључак да је он припадао конзервативно-клерикалној политици, а не либералној. 
У то време је јавност тражила јасна политичка опредељења. Зољин програм није био такав, тако да тај лист није ни могао да привуче већи број читалаца. А није имала ни добар хумор ни здраву сатиру. 
Трумића су исмевали разним досеткама и бритким речима у прози и стиху Змај и Абуказем у Стармалом.

### Периодичност излажења
Излазио је месечно.

### Тематика
- Досетке
- Шале
- Забавни чланци

### Места издавања
- Бачинци, задња пошта Ривица, свеска 1-3, 1864.
- Вуковар, свеска 4-10, 1864.
- Нови Сад, 1880.
- Сремска Митровица 1886.

## Рубрике
- Васа и Спаса, а понекад и Спаса и Васа
- Варошки добошар
- Уштипци
- Ситнице
- Зољина пошта

## Галерија
- Зоља, број 2, 1881.
- Зоља, број 8, 1886.
- Зоља, број 10, 1886.
- Зоља, Зољин предговор, број 12, 1886.
- Зоља, број 3, 1887.
- Зоља, Велики оглас о отварању књижаре, број 3, 1887.